# Čeněk Daněk

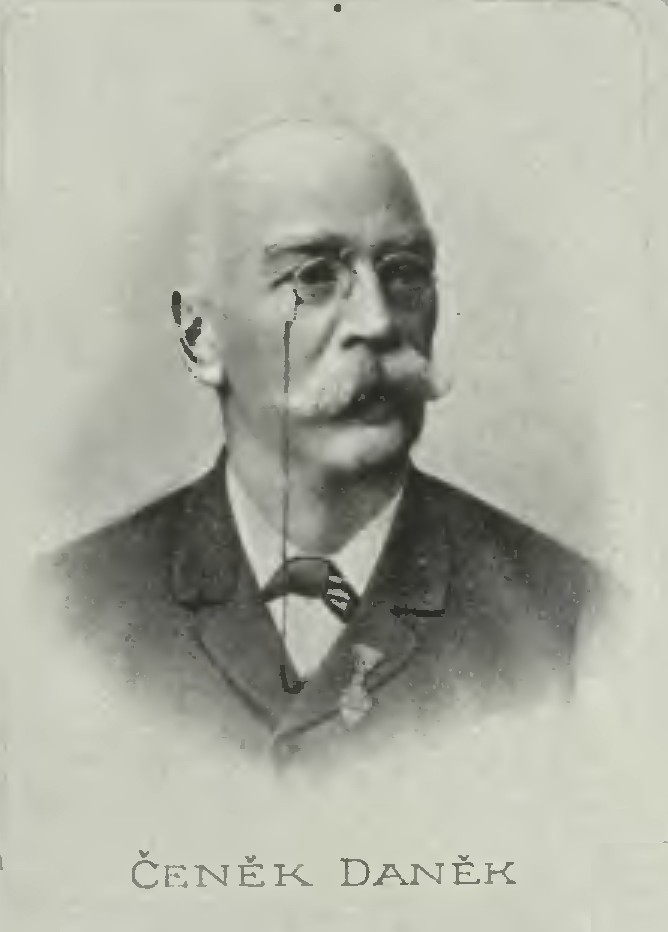
Čeněk Daněk

Čeněk Daněk oder auch Vincenc Daněk (* 5. April 1827 in Choltice; † 19. März 1893 in Prag) war ein böhmischer Ingenieur, Konstrukteur, Industrieller und Gründer einer Firma, die später Teil von ČKD wurde.

## Ausbildung und Berufsleben
Aufgewachsen in der Familie des Brauers Josef Daňek in Choltice besuchte Čeněk das Gymnasium in Kutná Hora, studierte in Wien Polytechnik und anschließend in Prag Ingenieurwesen. Ab 1852 arbeitete er als Konstrukteur in der Maschinenfabrik Breitfeld & Evans in Prag. 1854 verließ er das Unternehmen und kaufte zusammen mit dem Karlíner Bürgermeister Josef Götzl die kleine Maschinenfabrik A. Meisner & Comp., um unter dem neuen Namen Daněk & Co. Maschinen für Zuckerfabriken und Raffinerien herzustellen. Das Unternehmen florierte und entwickelte sich bald zu einem der führenden Unternehmen in Böhmen. In den 1860er-Jahren kooperierte Daněk mit dem Bauunternehmer Václav Nekvasil, um die von ihm errichteten Firmengebäude mit der Technik auszustatten. So entstanden Zuckerfabriken in Vinoř, Opatovice nad Labem und Kostelec nad Orlicí.
1863 konstruierte und designte Daněk die erste Filterpresse zum Entschlammen von Saturationsschlamm mit einem Holz-, später mit Eisenrahmen. Er verbesserte die Zuckermaschinen weiter, perfektionierte stationäre Verdampfstationen, war Autor zahlreicher Erfindungen und Patente und trug maßgeblich zum Fortschritt der Süßwarenindustrie bei. Fast zwanzig Jahre lang produzierte Daněks Maschinenfabrik, im Volksmund „Daňkovka“ genannt, Maschinen für Dutzende von Zuckerraffinerien.
1872 fusionierte Daněks Firma mit der Maschinenfabrik Breitfeld & Evans zur Aktiengesellschaft Breitfeld, Daněk a spol. Das neue Unternehmen produzierte vor allem Ausrüstungen für den Bergbau und die Lebensmittelindustrie. Daněk verließ die Firma und zog sich zurück. Im selben Jahr kaufte er das Gut Tloskov bei Benešov, lebte aber überwiegend auf seinem Gut Trnová bei Zbraslav.
Daňek starb in seinem Stadtpalais an der Ecke der Prager Mariánská (heute Opletalova 19)/Růžová Straße und wurde am 22. März 1893 auf dem Friedhof Olšany beigesetzt.

## Öffentliches Leben
1861 wurde Daňek bei den Landtagswahlen in Böhmen zum Abgeordneten gewählt.
Für seine Verdienste im Deutschen Krieg von 1866 wurde Daněk der Franz-Joseph-Orden verliehen. Er trug auch zum Erfolg der Weltausstellung 1873 in Wien bei. Am 5. Juni 1878, wurde er für seine Verdienste um wohltätige Zwecke in den Adelsstand erhoben. Mit Urkunde vom 25. August 1878 wurde ihm das Wappen und Prädikat eines Edlen von Esse verliehen.

## Familie und Nachkommen
Čeněk Daněk war zweimal verheiratet, zuerst mit Vilemína Bürgermeisterová (1832–26. Januar 1856). Am 4. November 1856 heiratete er Augusta Hasmannová aus Choltice (25.2.1835 – 21.11.1919).
Daněk hatte insgesamt sieben Kinder: Marie (* 8.6.1851, † 28.7.1880), Vincenc (* 14. Dezember 1858, † 13. Juli 1895), Zdenko Leopold Antonín (* 13.6.1868, † 19.10.1911), von denen vier früh starben – Augusta (* 13.8.1860, † 28.12.1860), Karel (* 27.1.1863, † 29.11.1863), Helena (* 5.6.1864, † 18.12.1867) und Karel (* 27.9.1870, † 26.12.1878).
Sohn Čeněk (Vincenc) Josef Ferdinand Daněk junior, der später die väterlichen Güter erbte, heiratete am 19. Mai 1885 Rosalie Waldek (1864–1934), Tochter des Kaufmanns Franz von Waldek und hatte zwei Söhne. Sein jüngerer Bruder Zdenko erreichte den Rang eines Oberleutnants in der österreichisch-ungarischen Armee und starb kinderlos.
Am 17. September 1879 heiratete Daněks Tochter Marie Daňková den Unternehmer Gustav Noback, starb aber nach kurzer Ehe.

## Galerie

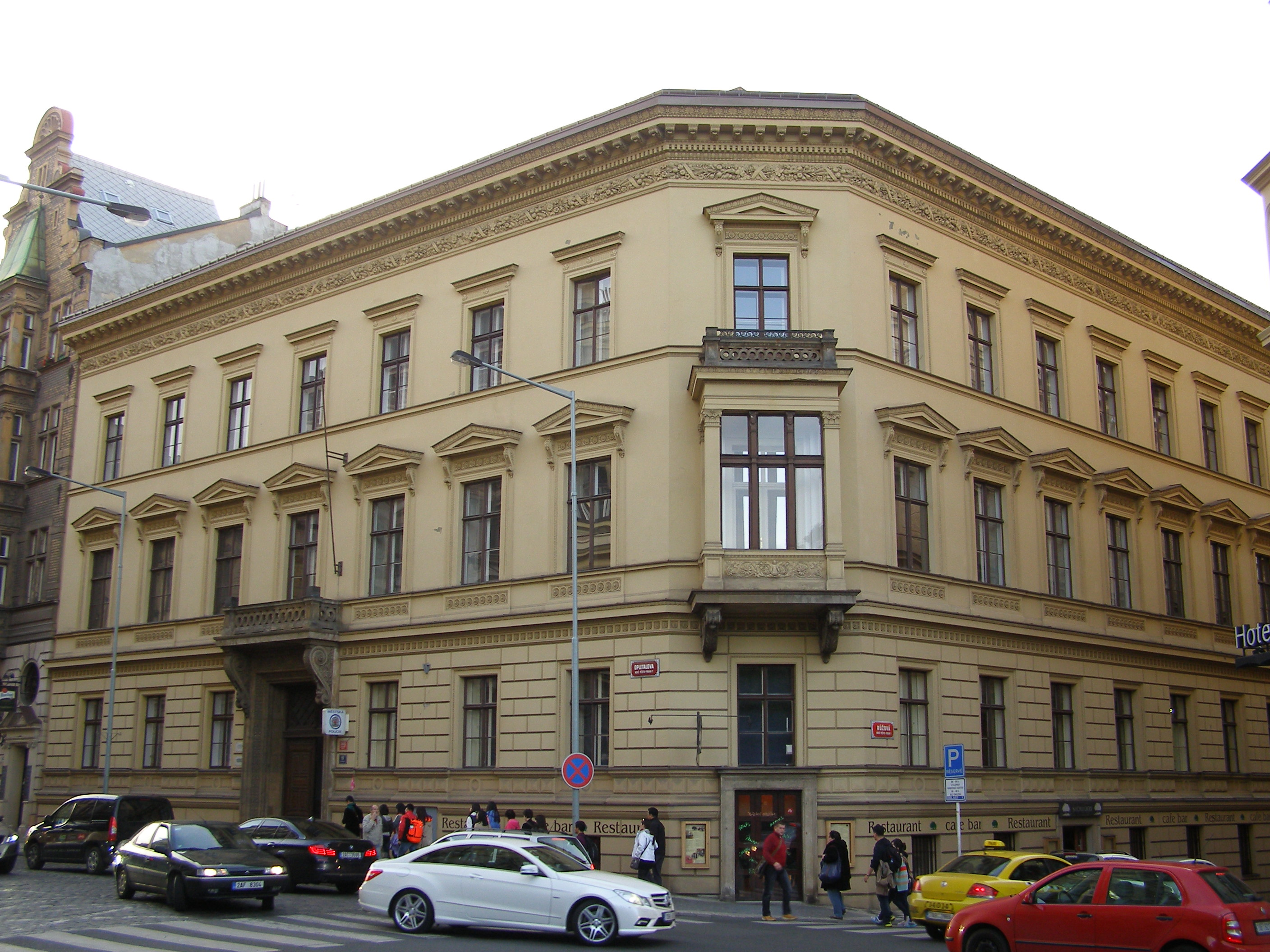
Daněks Palais in Prag (Neustadt), Opletalova-Straße 19
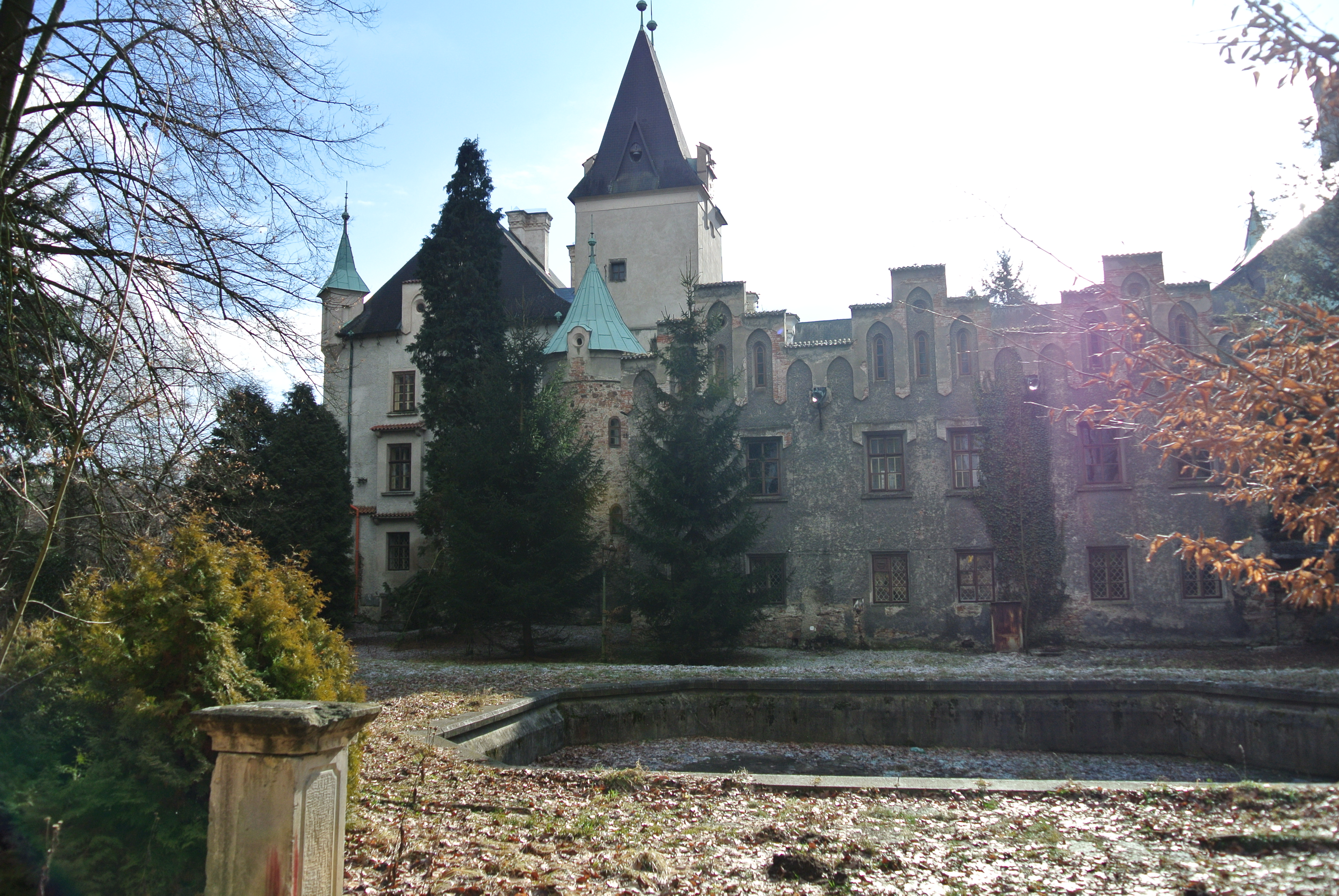
Schloss Líšno mit Gartenbassin
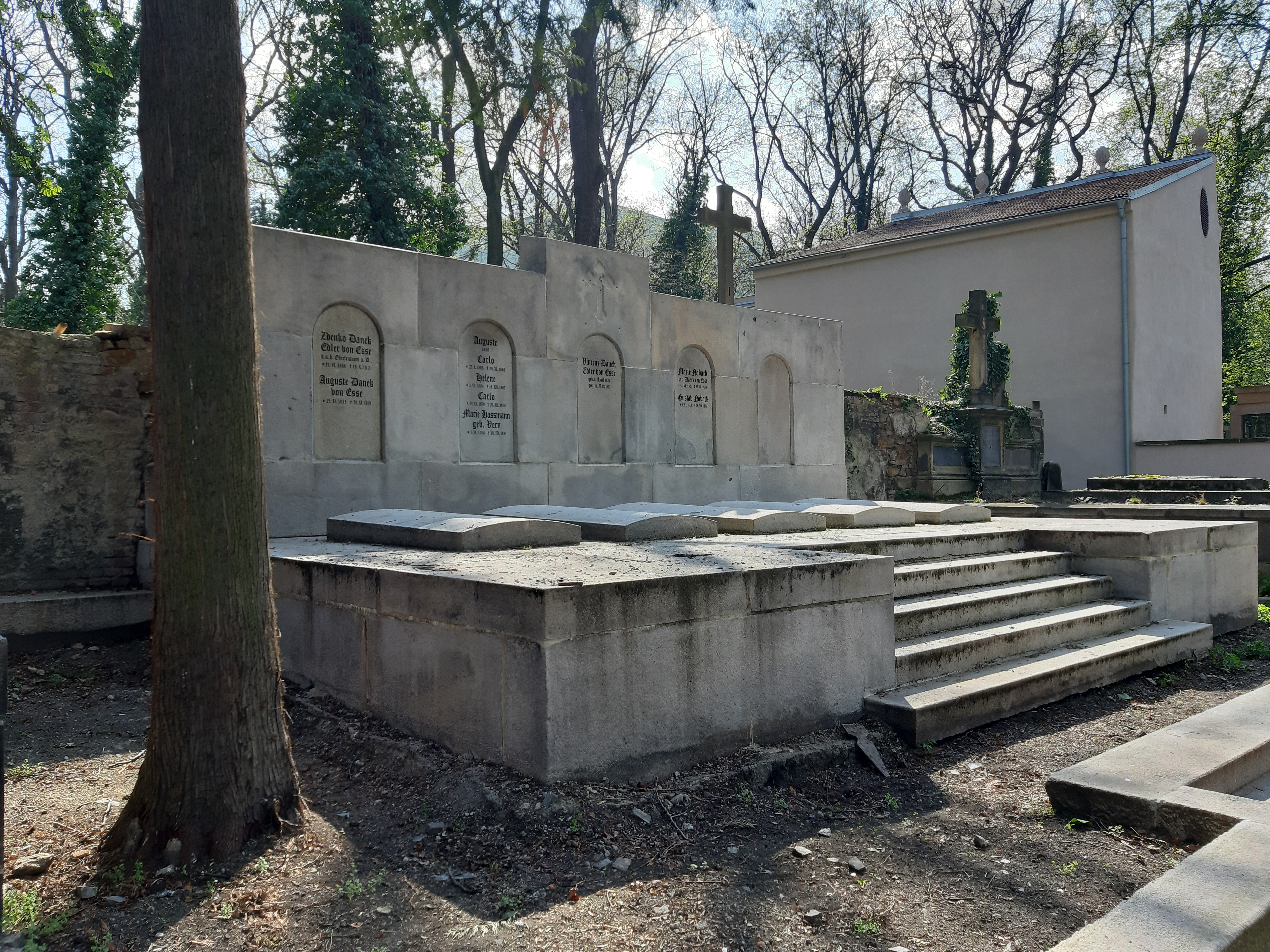
Prag-Olšany, Friedhof V, Grab der Familie Daněk
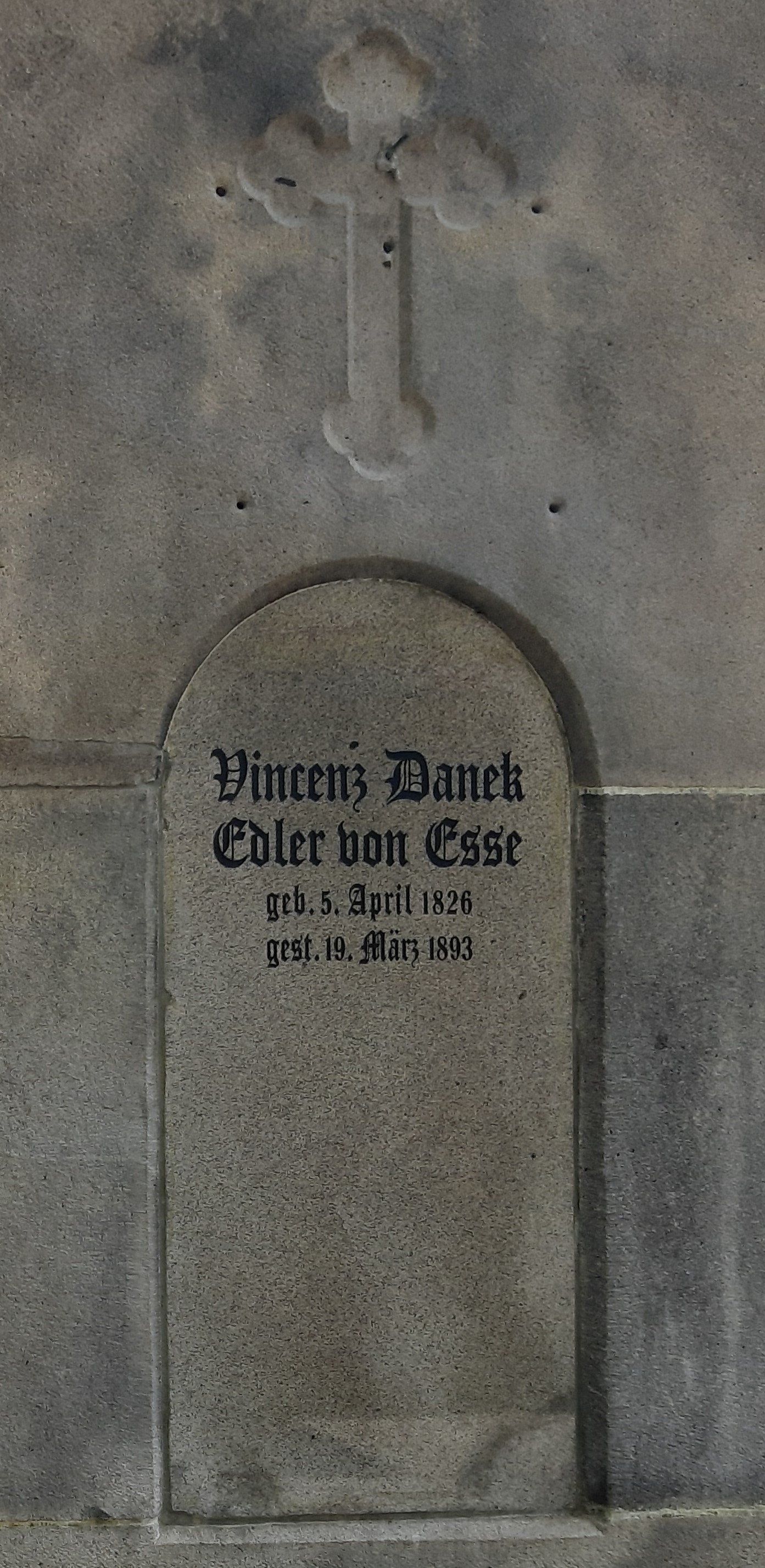
Friedhof Prag-Olšany, Grabplatte von Čeněk Daněk, entgegen[1] mit dem Geburtsjahr 1826 beschriftet